# Jack Riley (Schauspieler)
Jack Riley (* 30. Dezember 1935 in Cleveland, Ohio; † 19. August 2016 in Los Angeles, Kalifornien) war ein US-amerikanischer Synchronsprecher und Schauspieler.

## Leben
Riley besuchte die John Carroll University und leistete ab 1958 seinen Wehrdienst in der United States Army. Nach seinem Ausscheiden aus dem Militär war er mehrere Jahre bei einem Radiosender in Cleveland als Moderator einer Comedyshow tätig. 1962 spielte er eine kleine Nebenrolle in Blake Edwards’ Die Tage des Weines und der Rosen. In der Folge gab er Mitte der 1960er Jahre das Radioengagement auf und zog nach Los Angeles. Er erhielt eine wiederkehrende Rolle in der Sitcom Occasional Wife und einige Gastrollen in Fernsehserien. 1970 spielte er in dem Antikriegsfilm Catch-22 – Der böse Trick und war in den darauf folgenden Jahren Gast in einer Vielzahl von Serien wie MASH, Cannon und Columbo. Von 1972 bis 1978 spielte er in der The Bob Newhart Show in 76 Episoden die Rolle des Elliot Carlin. 1976 spielte er in Mel Brooks’ letzte Verrücktheit: Silent Movie erstmals in einem Film von Mel Brooks; er wurde daraufhin auch in den folgenden drei Filmen von Brooks besetzt und spielte neben diesem in Sein oder Nichtsein. Eine kleine Rolle hatte er auch in dem B-Movie-Kultfilm Angriff der Killertomaten. Auch in den 1980er und 1990er Jahren spielte er in erfolgreichen Serien wie Simon & Simon und ALF sowie Eine schrecklich nette Familie und Baywatch – Die Rettungsschwimmer von Malibu.
Seit 1991 sprach er in der Zeichentrickserie Rugrats, den darauf basierenden Spielfilmen und dem Spin-off All Grown Up – Fast erwachsen die Stimme des Stu Pickles.
Riley war seit 1970 verheiratet und Vater zweier Kinder.

## Filmografie (Auswahl)

### Als Schauspieler
- 1962: Die Tage des Weines und der Rosen (Days of Wine and Roses)
- 1968: Bezaubernde Jeannie (I Dream of Jeannie)
- 1969: Ein Käfig voller Helden (Hogan's Heroes)
- 1970: Die Partridge Familie (The Partridge Family)
- 1970: Catch-22 – Der böse Trick (Catch-22)
- 1972–1978: The Bob Newhart Show
- 1973: Columbo: Stirb für mich (Candidate for Crime)
- 1973: Der Tod kennt keine Wiederkehr (The Long Goodbye)
- 1976: Mel Brooks’ letzte Verrücktheit: Silent Movie (Silent Movie)
- 1977: Mel Brooks’ Höhenkoller (High Anxiety)
- 1977: Detektiv Rockford – Anruf genügt (The Rockford Files)
- 1978: Angriff der Killertomaten (Attack of the Killer Tomatoes!)
- 1979: Butch & Sundance – Die frühen Jahre (Butch and Sundance: The Early Days)
- 1980: Hart aber herzlich (Hart to Hart; Folge: Gefährliches Spielzeug)
- 1981: Mel Brooks – Die verrückte Geschichte der Welt (History of the World: Part I)
- 1982: Simon & Simon
- 1983: Sein oder Nichtsein (To Be or Not to Be)
- 1984: Harrys wundersames Strafgericht (Night Court)
- 1985: Trio mit vier Fäusten (Riptide)
- 1987: Mel Brooks’ Spaceballs
- 1987: ALF
- 1993: Alle unter einem Dach (Family Matters)
- 1994: Eine schrecklich nette Familie (Married with Children)
- 1995: T-Rex (Theodore Rex)
- 1997: Baywatch – Die Rettungsschwimmer von Malibu (Baywatch)
- 1997: Boogie Nights
- 2004: Die wilden Siebziger (That '70s Show)

### Als Synchronsprecher
- 1991–2002: Rugrats
- 1998: Rugrats – Der Film (The Rugrats Movie)
- 2000: Rugrats in Paris – Der Film (Rugrats in Paris: The Movie - Rugrats II)
- 2003: All Grown Up – Fast erwachsen (All Grown Up)